# Farne

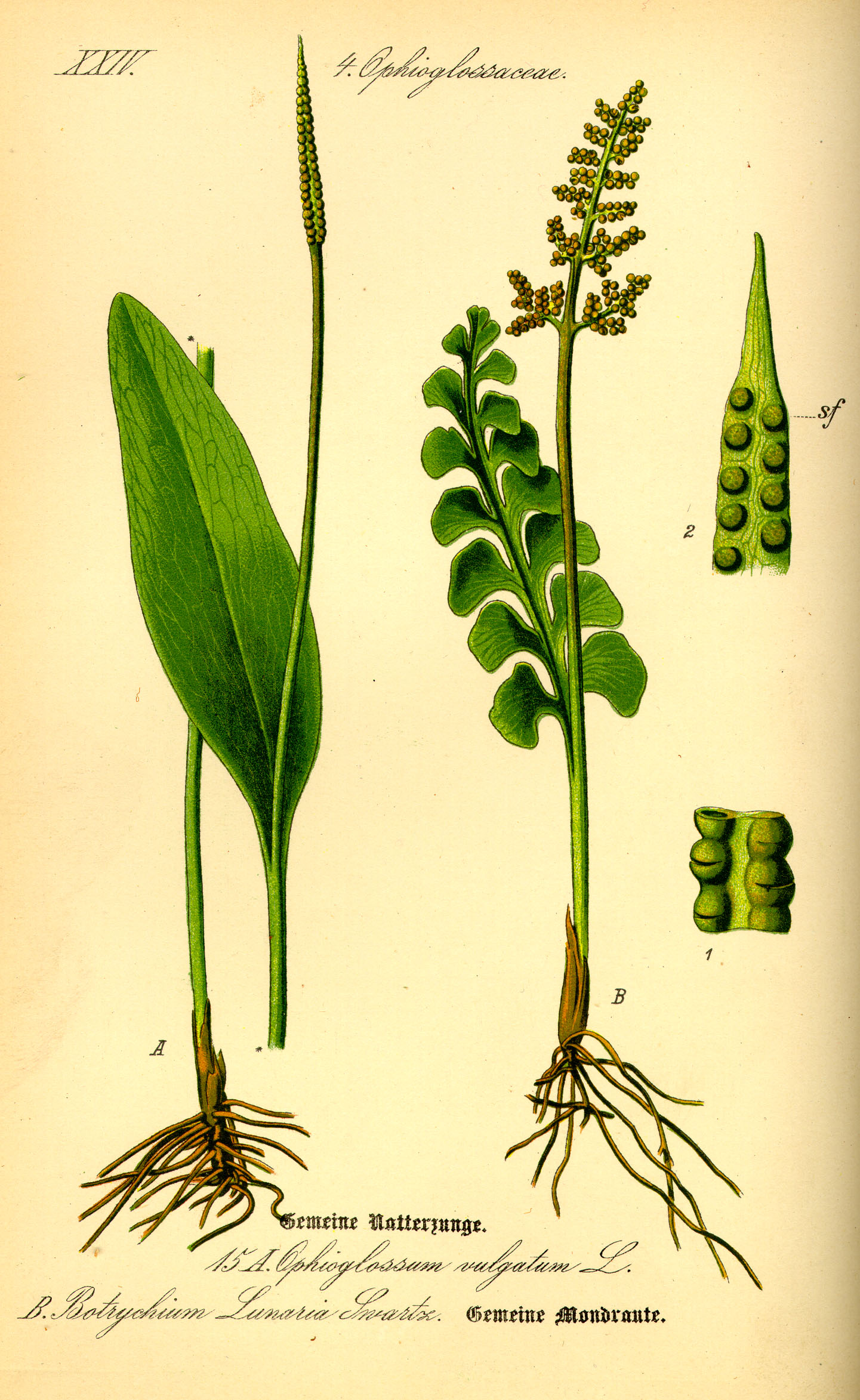
Die Gewöhnliche Natternzunge (Ophioglossum vulgatum) und die Echte Mondraute (Botrychium lunaria) gehören zur Familie der Natternzungengewächse (Ophioglossaceae)

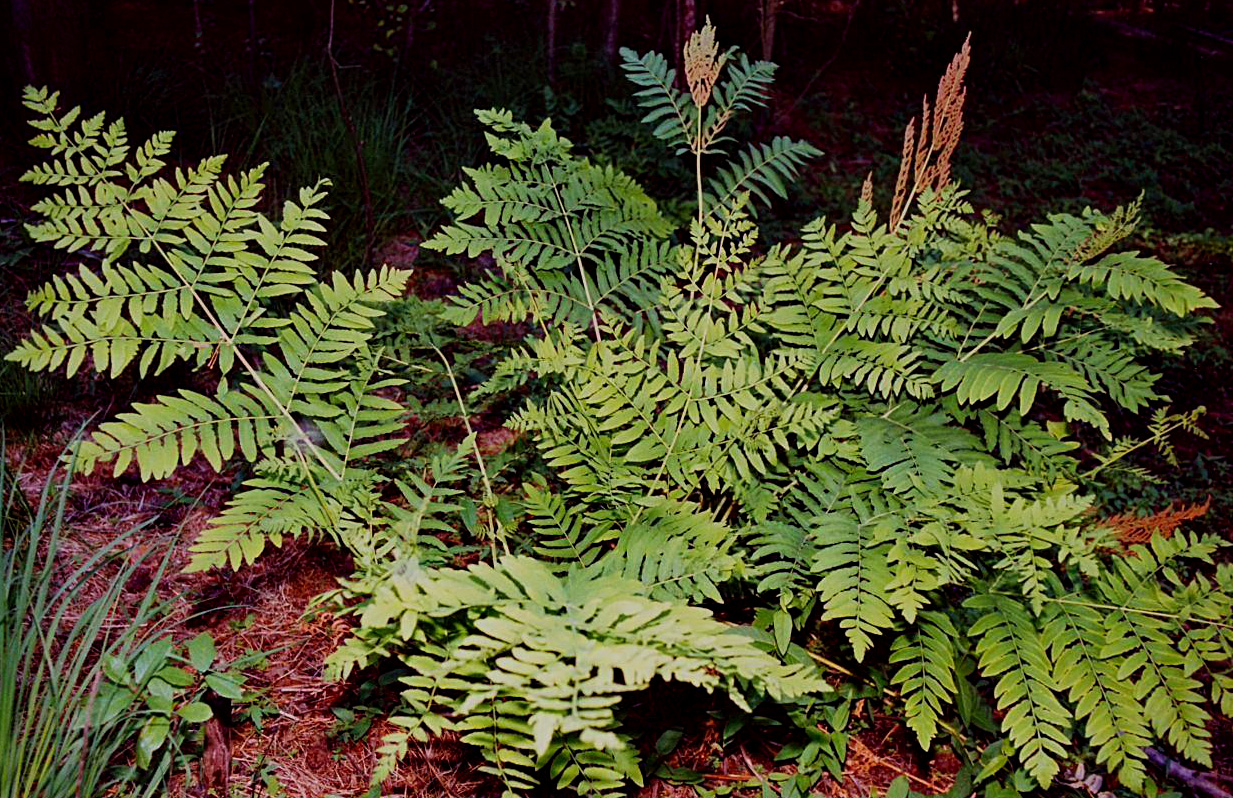
Der Königsfarn (Osmunda regalis) hat der Familie der Königsfarngewächse (Osmundaceae) seinen Namen gegeben

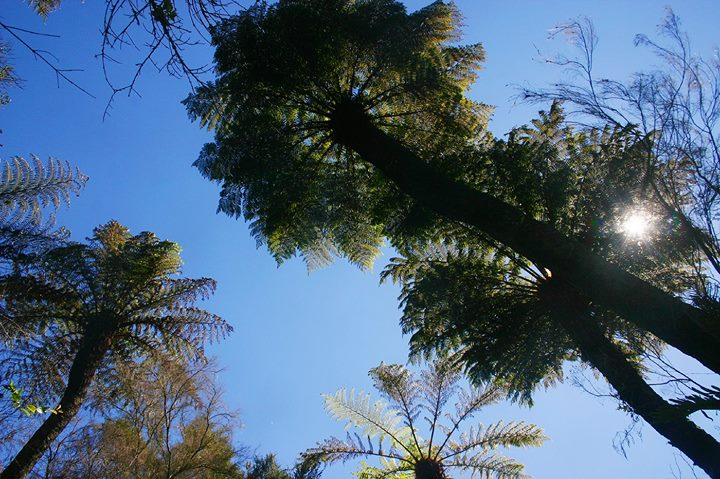
Baumfarne erinnern in ihrer Wuchsform an Palmen

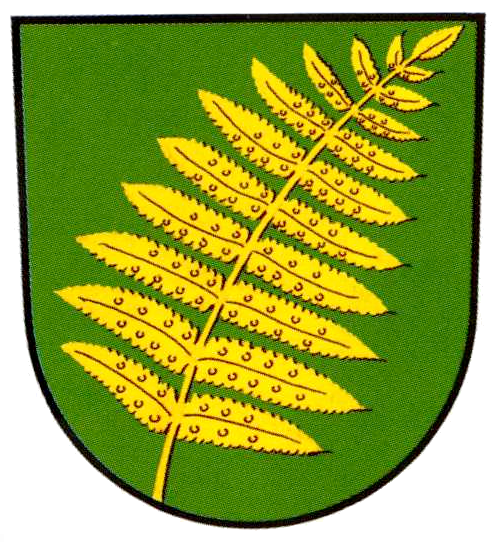
Farnwedel im Wappen von Barwedel

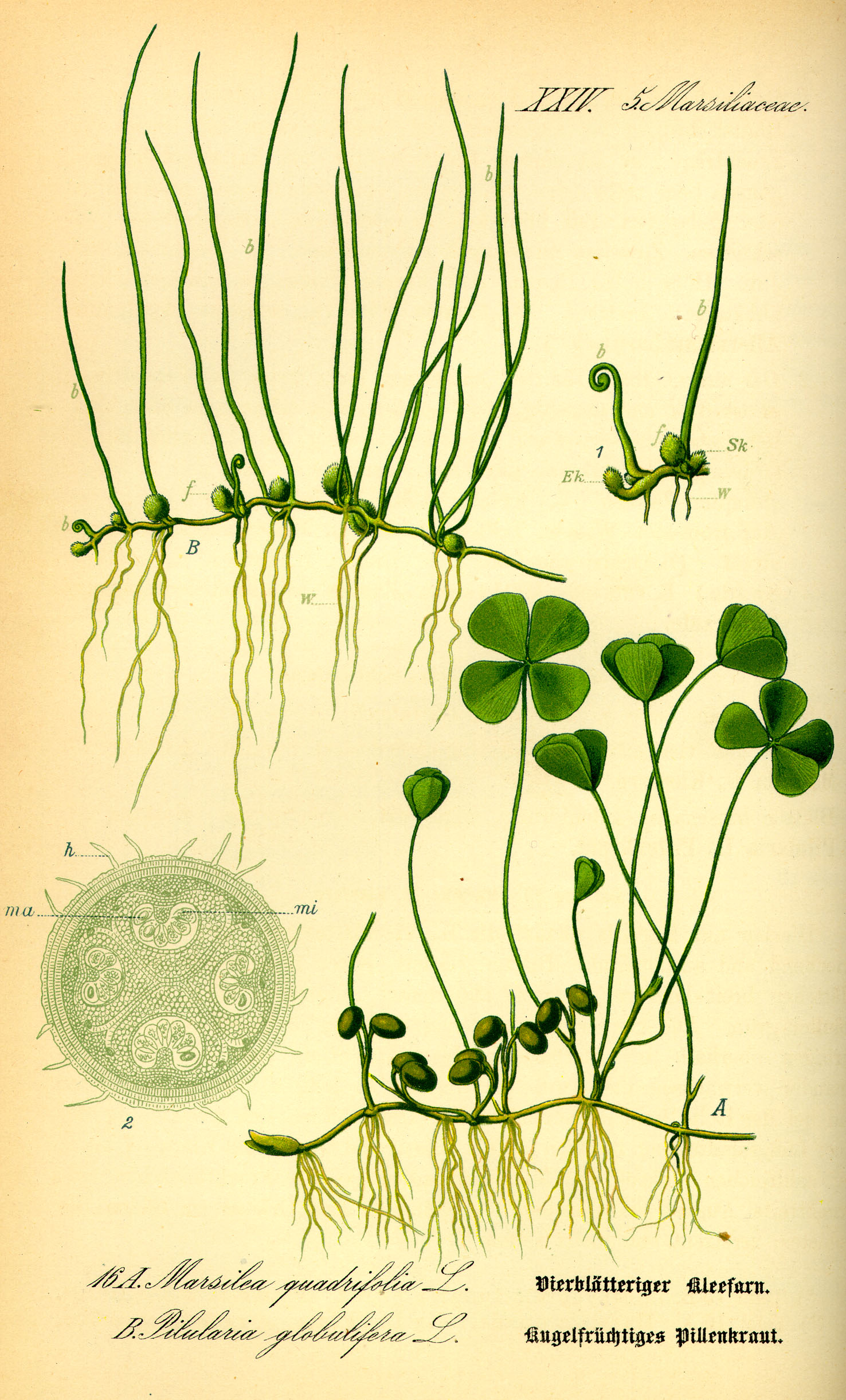
Der Gewöhnliche Pillenfarn (Pilularia globulifera) und der Vierblättrige Kleefarn (Marsilea quadrifolia) gehören zur Familie der Kleefarngewächse (Marsileaceae)

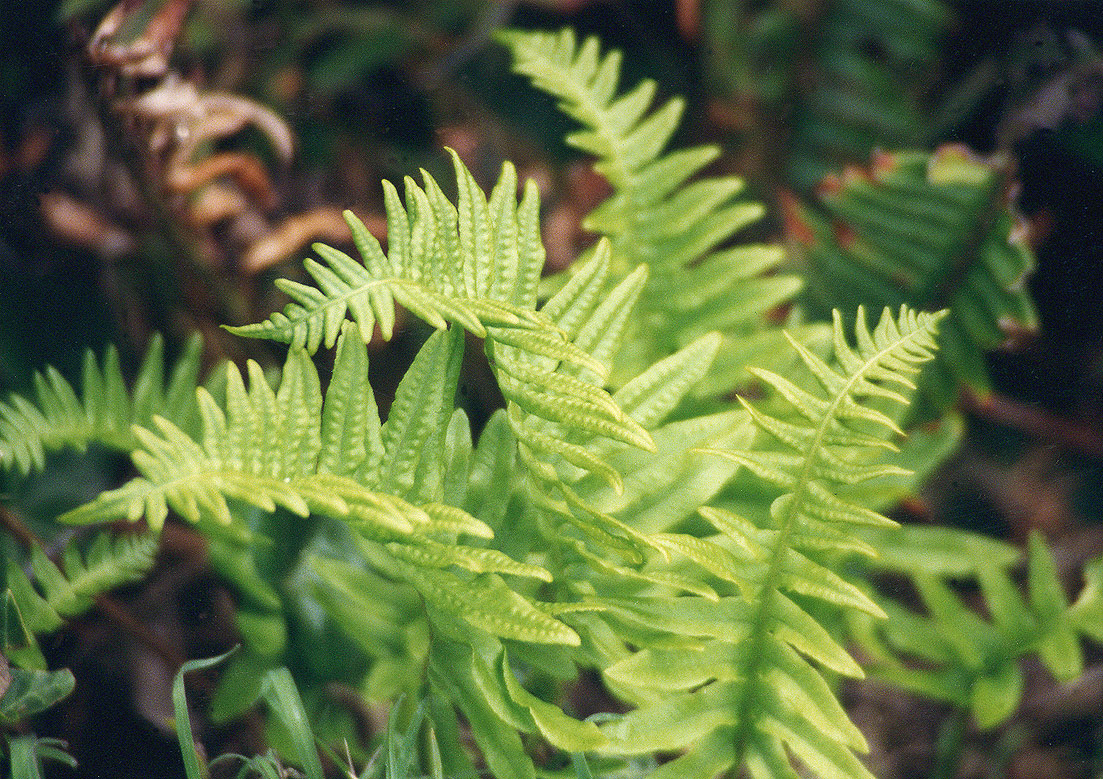
Polypodium californicum ist ein Vertreter der Tüpfelfarngewächse (Polypodiaceae), einer sehr artenreichen Familie

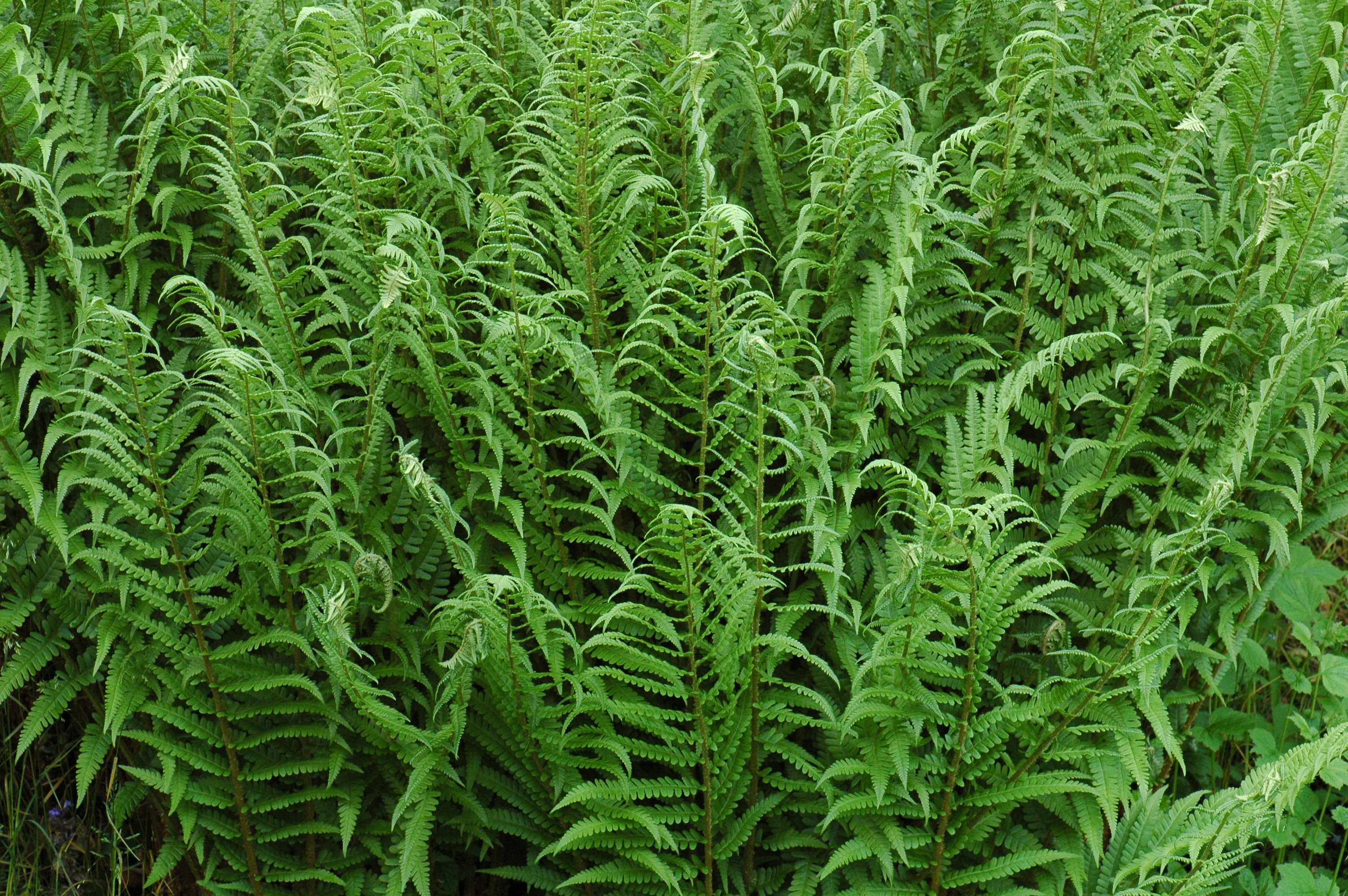
Verwendung von Farn als Gartenpflanze

Die Farne sind eine Gruppe von Gefäßsporenpflanzen, die die Schwestergruppe der Samenpflanzen bilden. Die Farne umfassen alle Gefäßsporenpflanzen exklusive der Bärlapppflanzen. Somit zählen zu ihnen die Schachtelhalme, die Gabelblattgewächse, die Natternzungengewächse, die Marattiaceae und die Echten Farne. Sie werden häufig als Monilophyten bezeichnet, die Bezeichnungen Monilophyta oder Moniloformopses sind jedoch keine gültigen Taxon-Bezeichnungen.
Es gibt weltweit rund 12.000 Arten, die meisten davon in den immerfeuchten Tropen. In Europa sind etwa 171 Arten, in Mitteleuropa etwa 101 Arten beheimatet.

## Geschichte
Im Karbon (vor etwa 360–300 Millionen Jahren) bildeten Farne (in größerer Form als heute, meist Baumfarne genannt) zusammen mit Schachtelhalmen und Bärlapppflanzen riesige Wälder und schufen die Basis für die meisten heutigen Steinkohle-Vorkommen. Die ältesten fossilen Funde stammen aus dem unteren Devon (vor etwa 400 Millionen Jahren). Farne sind somit wahrscheinlich älter als die Samenpflanzen, die erstmals im oberen Devon auftraten.

## Merkmale
Die Farne besitzen alle Merkmale der Gefäßsporenpflanzen. Sie haben eine besondere Form der Gefäßbündel: Das Protoxylem ist auf bestimmte Lappen des Xylemstrangs beschränkt. Daher kommt auch der Name Monilophyta: Lateinisch moniliformis bedeutet „halsbandförmig“. Alle rezenten Vertreter haben auch eine spezifische Insertion im Plastiden-Gen rps4 von neun Nukleotiden.
Farnpflanzen sind in der Regel außerdem durch Wedelblätter (ähnlich den Palmwedeln) mit Rhachis gekennzeichnet, die über rand- oder unterständige Sporangien verfügen. Die Fiederblätter von Farnen sind bei den meisten Arten flächig ausgebildet und in der Jugend eingerollt.
In tropischen Gebieten wachsen die größten Farnpflanzen, die Baumfarne. Vertreter der Familien Cyatheaceae und Dicksoniaceae bilden einen Scheinstamm aus und ähneln daher Bäumen.

## Verbreitung
Durch ihre unterschiedlichen Wuchsformen besiedeln Farne weltweit unterschiedliche Lebensräume, wobei sie eher feuchte Standorte bevorzugen. Ihren Verbreitungsschwerpunkt, sowie die größte Artenvielfalt weisen Vertreter der Farne in Orientalis, Mittelamerika und dem nördlichen Südamerika auf.
Viele Farnpflanzen bevorzugen schattige Plätze im Wald, in Mauerritzen, Felsspalten und Schluchten oder in der Nähe von Gewässern, es gibt aber auch lichtliebende Arten.

## Nutzung

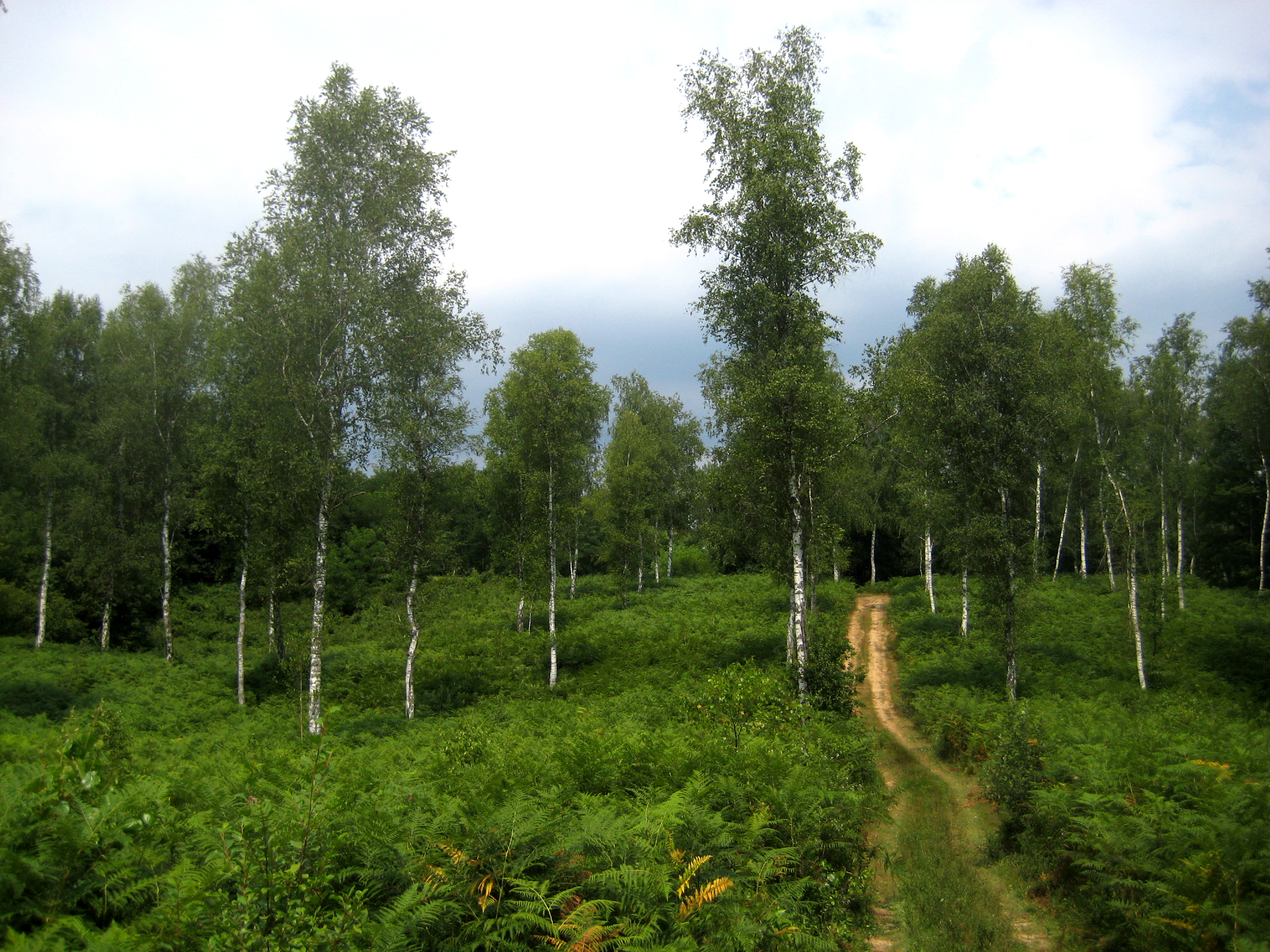
Ein für die Weißkrain typischer Steljnik, wo Adlerfarn als Einstreu für Ställe angebaut wurde

Manche Farne werden als Zierpflanzen genutzt, da sie winterhart sind und auch an schattigen Standorten gedeihen. Junger Adlerfarn und Straußenfarn werden trotz ihrer Giftigkeit regional als Salat oder Wildgemüse gegessen.
In den Küchen asiatischer Länder wie der chinesischen und der japanischen stehen unterschiedliche Arten von Farnen bereits seit rund 3000 Jahren auf dem Speiseplan zahlreicher Menschen. Dabei werden sämtliche Teile diverser Farne (wie des Adlerfarns) so zubereitet, dass sie sich für den menschlichen Verzehr eignen.
In der Weißkrain wurde auf sogenannten Steljniki Adlerfarn als Einstreu kultiviert.
Farne wurden auch in der Heilkunde verwendet. Als Farnkraut wurden im Mittelalter meist Echter Wurmfarn
(„männlich“) und Wald-Frauenfarn („weiblich“) bezeichnet.

## Systematik
Die Farne werden nach der hier verwendeten Systematik von Smith et al. (2006) in vier Klassen unterteilt, die alle monophyletisch sind:
- Klasse Psilotopsida
  - Ordnung Natternzungenartige (Ophioglossales)
    - Familie Natternzungengewächse (Ophioglossaceae) (inkl. Botrychiaceae, Helminthostachyaceae)

  - Ordnung Gabelblattartige (Psilotales)
    - Familie Gabelblattgewächse (Psilotaceae) (inkl. Tmesipteridaceae)
- Klasse Equisetopsida [= Sphenopsida]
  - Ordnung Schachtelhalmartige (Equisetales)
    - Familie Schachtelhalmgewächse (Equisetaceae)
- Klasse Marattiopsida
  - Ordnung Marattiales
    - Familie Marattiaceae (inkl. Angiopteridaceae, Christenseniaceae, Danaeaceae, Kaulfussiaceae)
- Klasse Echte Farne (Polypodiopsida) [= Filicopsida]
  - Ordnung Königsfarnartige (Osmundales)
  - Ordnung Hautfarnartige (Hymenophyllales)
  - Ordnung Gleicheniales
  - Ordnung Schizaeales
  - Ordnung Schwimmfarnartige (Salviniales)
  - Ordnung Baumfarne (Cyatheales)
  - Ordnung Tüpfelfarnartige (Polypodiales)

Für die Gliederung bis auf Familienebene siehe Echte Farne
Fossile Gruppen, die an der Basis der heute existierenden Farne stehen, sind:
- Cladoxylopsida
  - Pseudosporochnales
  - Iridopteridales
- Frühe farnähnliche Pflanzen
  - Rhacophytales
  - Coenopteriden
  - Stauropteridales
  - Zygopteridales

## Bildergalerie

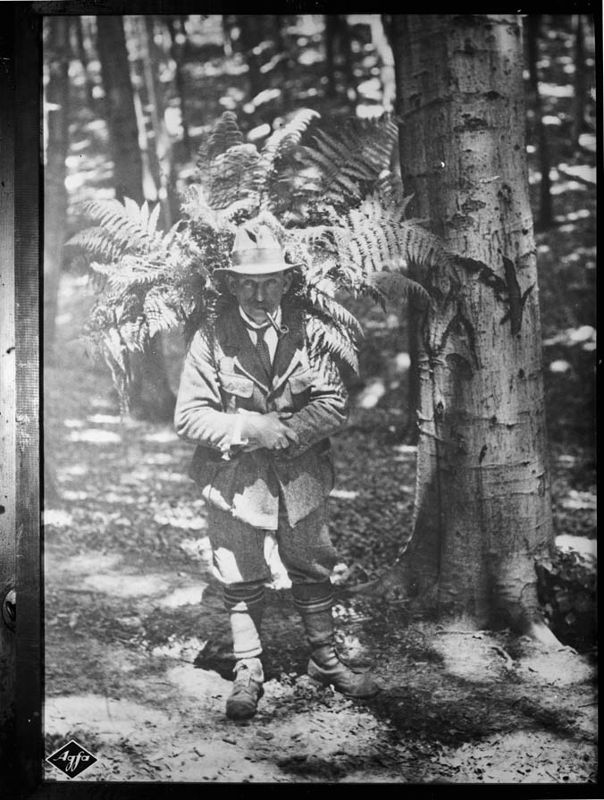
1933: „Ausbeutung des Waldes. Mann holt Farne“; Fotografie von Wilhelm Pietzsch
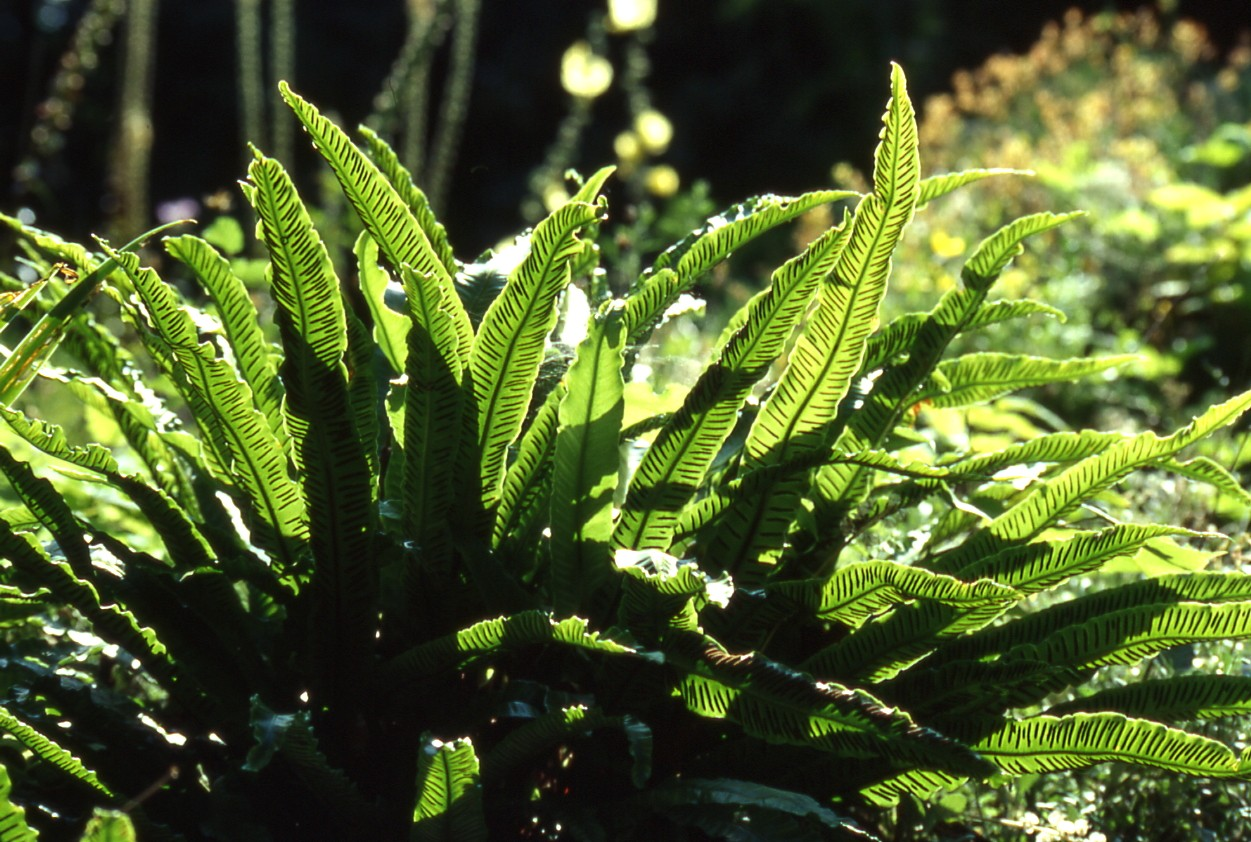
Hirschzungenfarn (Asplenium scolopendrium)
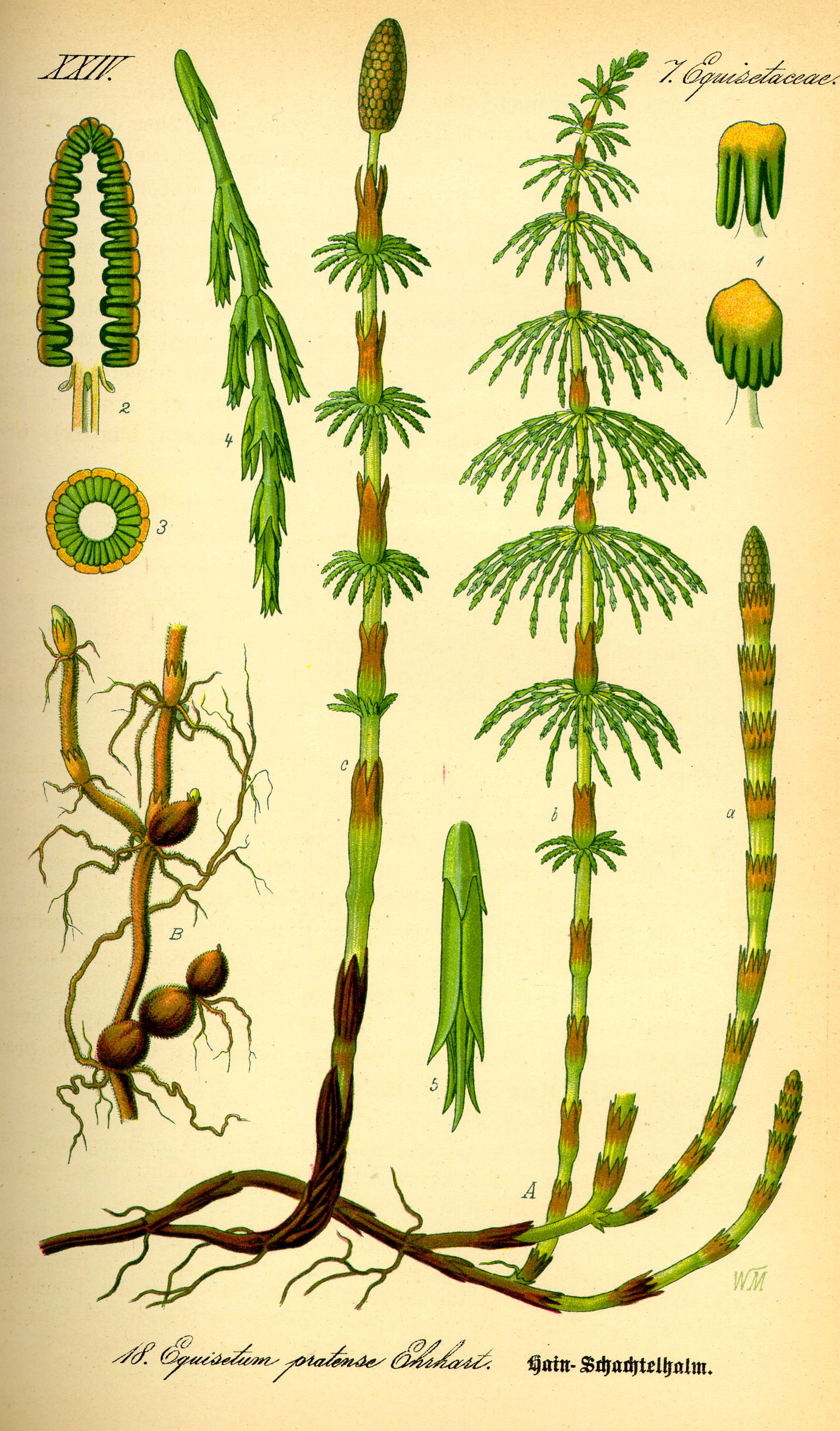
Wiesen-Schachtelhalm (Equisetum pratense)
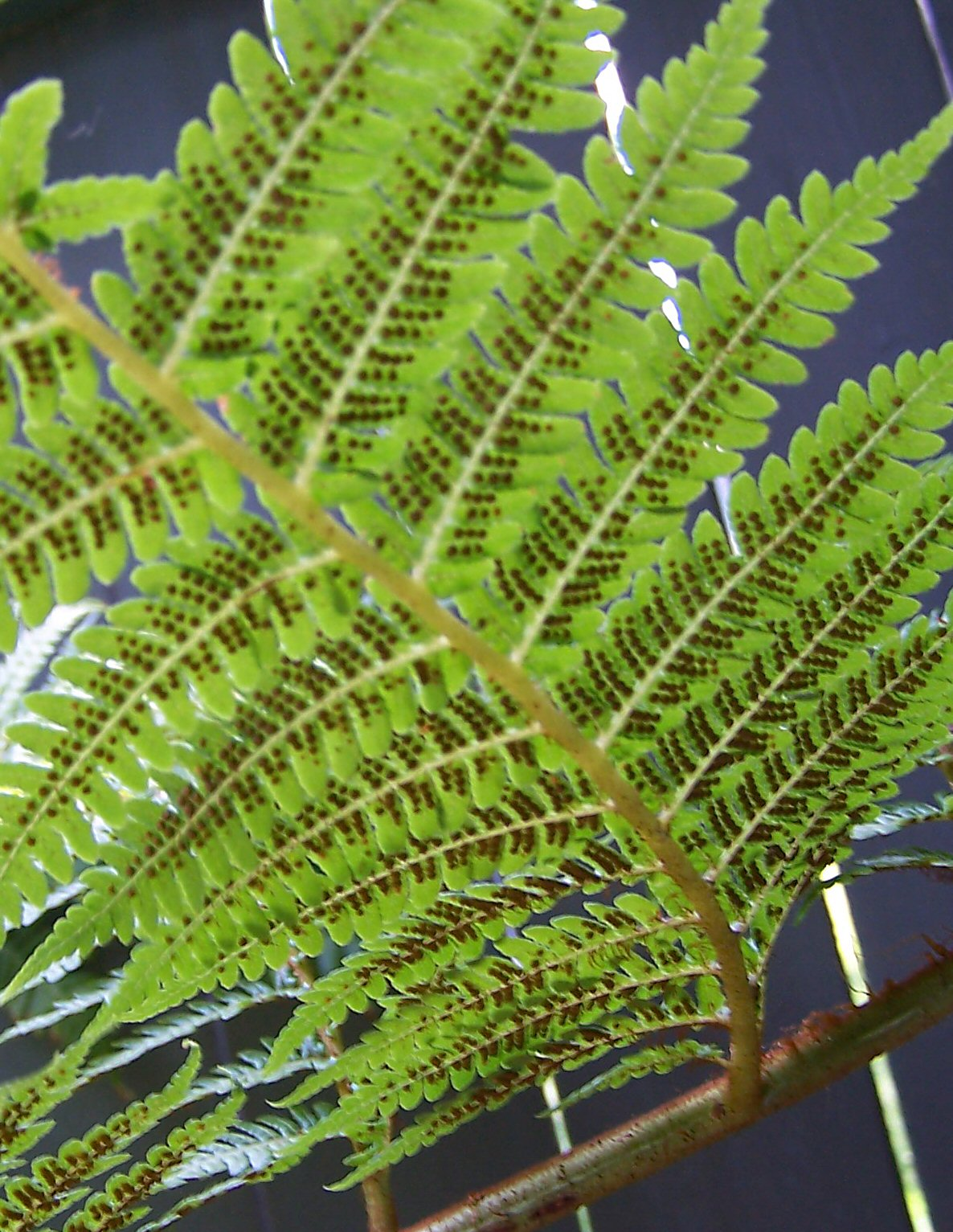
Sori auf der Blattunterseite des Baumfarns Dicksonia antarctica
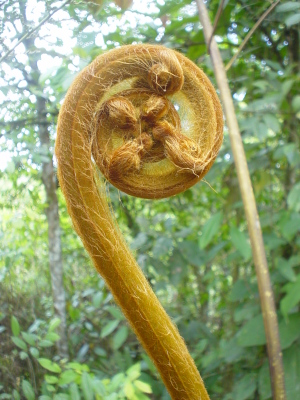
Farnwedel vor dem Ausrollen
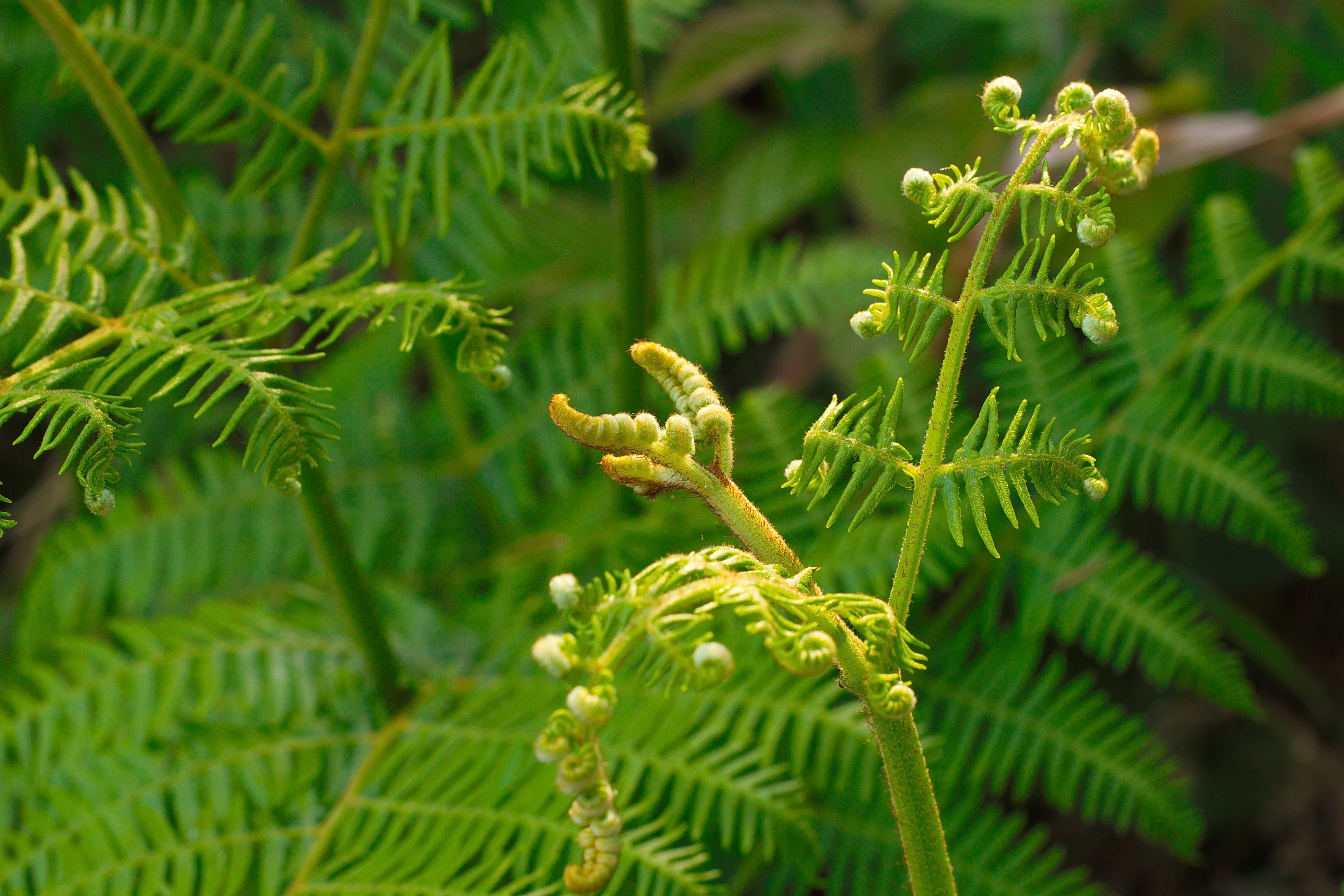
Junger Farn, der nur zum Teil ausgerollt ist
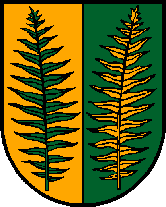
Wappen von Fornach